# یرت د مار
یرت د مار (به اسپانیایی: Lloret de Mar) یک شهرستان در اسپانیا است که در استان خرنا واقع شده‌است.

## خصوصیات
یرت د مار ۴۸٫۷۱ کیلومترمربع مساحت و ۳۷٬۷۳۴ نفر جمعیت دارد و ۵ متر بالاتر از سطح دریا واقع شده‌است.